# Johan Djourou
Johan Djourou (Abidjan, 18 januari 1987) is een Zwitsers voormalig voetballer. Djourou debuteerde in 2006 in het Zwitsers voetbalelftal.
Begin 2020 tekende de centrale verdediger bij het Zwitserse FC Sion. Op 20 maart werd hij daar samen met acht teamgenoten ontslagen na de uitbraak van SARS-CoV-2 in Zwitserland. Medio 2020 verruilde hij Xamax Neuchatel voor het Deense FC Nordsjælland.

## Clubstatistieken
| Seizoen                            | Club                               | Competitie   | Duels | Goals |
| ---------------------------------- | ---------------------------------- | ------------ | ----- | ----- |
| 2004/05                            | Arsenal                            | Premiership  | 0     | 0     |
| 2005/06                            | Arsenal                            | Premiership  | 7     | 0     |
| 2006/07                            | Arsenal                            | Premiership  | 21    | 0     |
| 2007/08                            | Arsenal                            | Premiership  | 2     | 0     |
| 2007/08                            | → Birmingham City                  | Premiership  | 13    | 0     |
| 2008/09                            | Arsenal                            | Premiership  | 15    | 0     |
| 2009/10                            | Arsenal                            | Premiership  | 1     | 0     |
| 2010/11                            | Arsenal                            | Premiership  | 22    | 1     |
| 2011/12                            | Arsenal                            | Premiership  | 18    | 0     |
| 2012/13                            | Arsenal                            | Premiership  | 0     | 0     |
| 2012/13                            | → Hannover 96                      | Bundesliga   | 14    | 0     |
| 2013/14                            | → Hamburger SV                     | Bundesliga   | 22    | 0     |
| 2014/15                            | Hamburger SV                       | Bundesliga   | 32    | 0     |
| 2015/16                            | Hamburger SV                       | Bundesliga   | 26    | 2     |
| 2016/17                            | Hamburger SV                       | Bundesliga   | 14    | 0     |
| 2017/18                            | Antalyaspor                        | Süper Lig    | 18    | 1     |
| 2018/19                            | SPAL                               | Serie A      | 5     | 0     |
| 2019/20                            | Sion                               | Super League | 2     | 0     |
| 2019/20                            | Neuchâtel Xamax FCS                | Super League | 5     | 0     |
| 2020/21                            | FC Nordsjælland                    | Superligaen  | 11    | 0     |
| Bijgewerkt tot en met 4 juni 2021. | Bijgewerkt tot en met 4 juni 2021. | Totaal       | 258   | 4     |

## Interlandcarrière
Djourou debuteerde op 1 maart 2006 onder bondscoach Jakob Kuhn in het Zwitsers voetbalelftal, in een oefeninterland in en tegen Schotland (1–3) in Glasgow, net als Fabio Coltorti en Blerim Džemaili. Hij viel in dat duel na 45 minuten in voor Valon Behrami. Zijn eerste interlanddoelpunt maakte Djourou op 11 september 2007, tegen Japan (3–4); in de 81e minuut maakte hij het derde doelpunt doelpunt van Zwitserse zijde. In mei 2014 werd hij door bondscoach Ottmar Hitzfeld opgenomen in de selectie voor het wereldkampioenschap 2014 in Brazilië. Toenmalig clubgenoot Milan Badelj (Kroatië) was ook op het toernooi actief. Met Zwitserland nam Djourou deel aan het Europees kampioenschap 2016 in Frankrijk. Het land werd na strafschoppen uitgeschakeld in de achtste finale door Polen (1–1, 4–5).
Djourou maakte eveneens deel uit van de Zwitserse ploeg, die deelnam aan de WK-eindronde 2018 in Rusland. Daar eindigde de selectie onder leiding van bondscoach Vladimir Petković als tweede in groep E, achter Brazilië (1–1) maar vóór Servië (2–1) en Costa Rica (2–2). In de achtste finales ging Zwitserland vervolgens op dinsdag 3 juli met 1–0 onderuit tegen Zweden door een treffer van Emil Forsberg, waarna de thuisreis geboekt kon worden. Djourou kwam alleen in het laatste duel in actie voor de nationale ploeg.
| Interlands van Johan Djourou voor Zwitserland | Interlands van Johan Djourou voor Zwitserland | Interlands van Johan Djourou voor Zwitserland | Interlands van Johan Djourou voor Zwitserland | Interlands van Johan Djourou voor Zwitserland | Interlands van Johan Djourou voor Zwitserland | Interlands van Johan Djourou voor Zwitserland |
| №                                             | Datum                                         | Plaats                                        | Competitie                                    | Thuis                                         | Uitslag                                       | Uit                                           |
| Als speler bij Arsenal                        | Als speler bij Arsenal                        | Als speler bij Arsenal                        | Als speler bij Arsenal                        | Als speler bij Arsenal                        | Als speler bij Arsenal                        | Als speler bij Arsenal                        |
| --------------------------------------------- | --------------------------------------------- | --------------------------------------------- | --------------------------------------------- | --------------------------------------------- | --------------------------------------------- | --------------------------------------------- |
| 1                                             | 01.03.2006                                    | Glasgow                                       | Vriendschappelijk                             | Schotland                                     | 1–3                                           | Zwitserland                                   |
| 2                                             | 31.05.2006                                    | Lancy                                         | Vriendschappelijk                             | Zwitserland                                   | 1–1                                           | Italië                                        |
| 3                                             | 13.06.2006                                    | Stuttgart                                     | WK-eindronde                                  | Frankrijk                                     | 0–0                                           | Zwitserland                                   |
| 4                                             | 23.06.2006                                    | Hannover                                      | WK-eindronde                                  | Zwitserland                                   | 2–0                                           | Zuid-Korea                                    |
| 5                                             | 26.06.2006                                    | Keulen                                        | WK-eindronde                                  | Zwitserland                                   | 0–0                                           | Oekraïne                                      |
| 6                                             | 16.08.2006                                    | Vaduz                                         | Vriendschappelijk                             | Liechtenstein                                 | 0–3                                           | Zwitserland                                   |
| 7                                             | 11.10.2006                                    | Innsbruck                                     | Vriendschappelijk                             | Oostenrijk                                    | 2–1                                           | Zwitserland                                   |
| 8                                             | 15.11.2006                                    | Basel                                         | Vriendschappelijk                             | Zwitserland                                   | 1–2                                           | Brazilië                                      |
| 9                                             | 22.03.2007                                    | Fort Lauderdale                               | Vriendschappelijk                             | Jamaica                                       | 0–2                                           | Zwitserland                                   |
| 10                                            | 25.03.2007                                    | Miami                                         | Vriendschappelijk                             | Colombia                                      | 3–1                                           | Zwitserland                                   |
| 11                                            | 02.06.2007                                    | Basel                                         | Vriendschappelijk                             | Zwitserland                                   | 1–1                                           | Argentinië                                    |
| Als speler bij Birmingham City                |                                               |                                               |                                               |                                               |                                               |                                               |
| 12                                            | 07.09.2007                                    | Wenen                                         | Vriendschappelijk                             | Zwitserland                                   | 2–1                                           | Chili                                         |
| 13                                            | 11.09.2007                                    | Klagenfurt                                    | Vriendschappelijk                             | Zwitserland                                   | 3–4                                           | Japan                                         |
| 14                                            | 13.10.2007                                    | Zurich                                        | Vriendschappelijk                             | Zwitserland                                   | 3–1                                           | Oostenrijk                                    |
| 15                                            | 17.10.2007                                    | Basel                                         | Vriendschappelijk                             | Zwitserland                                   | 0–1                                           | Verenigde Staten                              |
| 16                                            | 20.11.2007                                    | Zurich                                        | Vriendschappelijk                             | Zwitserland                                   | 0–1                                           | Nigeria                                       |
| Als speler bij Arsenal                        |                                               |                                               |                                               |                                               |                                               |                                               |
| 17                                            | 24.05.2008                                    | Lugano                                        | Vriendschappelijk                             | Zwitserland                                   | 2–0                                           | Slowakije                                     |
| 18                                            | 20.08.2008                                    | Lancy                                         | Vriendschappelijk                             | Zwitserland                                   | 4–1                                           | Cyprus                                        |
| 19                                            | 06.09.2008                                    | Ramat Gan                                     | WK-kwalificatie                               | Israël                                        | 2–2                                           | Zwitserland                                   |
| 20                                            | 10.09.2008                                    | Zurich                                        | WK-kwalificatie                               | Zwitserland                                   | 1–2                                           | Luxemburg                                     |
| 21                                            | 11.10.2008                                    | Sankt Gallen                                  | WK-kwalificatie                               | Zwitserland                                   | 2–1                                           | Letland                                       |
| 22                                            | 19.11.2008                                    | Sankt Gallen                                  | Vriendschappelijk                             | Zwitserland                                   | 1–0                                           | Finland                                       |
| 23                                            | 11.02.2009                                    | Lancy                                         | Vriendschappelijk                             | Zwitserland                                   | 1–1                                           | Bulgarije                                     |
| 24                                            | 28.03.2009                                    | Chișinău                                      | WK-kwalificatie                               | Moldavië                                      | 0–2                                           | Zwitserland                                   |
| 25                                            | 17.11.2010                                    | Lancy                                         | Vriendschappelijk                             | Zwitserland                                   | 2–2                                           | Oekraïne                                      |
| 26                                            | 04.06.2011                                    | Londen                                        | EK-kwalificatie                               | Engeland                                      | 2–2                                           | Zwitserland                                   |
| 27                                            | 10.08.2011                                    | Vaduz                                         | Vriendschappelijk                             | Liechtenstein                                 | 1–2                                           | Zwitserland                                   |
| 28                                            | 06.09.2011                                    | Basel                                         | EK-kwalificatie                               | Zwitserland                                   | 3–1                                           | Bulgarije                                     |
| 29                                            | 11.10.2011                                    | Basel                                         | EK-kwalificatie                               | Zwitserland                                   | 2–0                                           | Montenegro                                    |
| 30                                            | 11.11.2011                                    | Amsterdam                                     | Vriendschappelijk                             | Nederland                                     | 0–0                                           | Zwitserland                                   |
| 31                                            | 26.05.2012                                    | Basel                                         | Vriendschappelijk                             | Zwitserland                                   | 5–3                                           | Duitsland                                     |
| 32                                            | 30.05.2012                                    | Luzern                                        | Vriendschappelijk                             | Zwitserland                                   | 0–1                                           | Roemenië                                      |
| 33                                            | 15.08.2012                                    | Split                                         | Vriendschappelijk                             | Kroatië                                       | 2–4                                           | Zwitserland                                   |
| 34                                            | 07.09.2012                                    | Ljubljana                                     | WK-kwalificatie                               | Slovenië                                      | 0–2                                           | Zwitserland                                   |
| 35                                            | 11.09.2012                                    | Luzern                                        | WK-kwalificatie                               | Zwitserland                                   | 2–0                                           | Albanië                                       |
| 36                                            | 12.10.2012                                    | Bern                                          | WK-kwalificatie                               | Zwitserland                                   | 1–1                                           | Noorwegen                                     |
| 37                                            | 16.10.2012                                    | Reykjavík                                     | WK-kwalificatie                               | IJsland                                       | 0–2                                           | Zwitserland                                   |
| 38                                            | 14.11.2012                                    | Sousse                                        | Vriendschappelijk                             | Tunesië                                       | 1–2                                           | Zwitserland                                   |
| Als speler bij Hannover 96                    |                                               |                                               |                                               |                                               |                                               |                                               |
| 39                                            | 06.02.2013                                    | Piraeus                                       | Vriendschappelijk                             | Griekenland                                   | 0–0                                           | Zwitserland                                   |
| 40                                            | 23.03.2013                                    | Strovolos                                     | WK-kwalificatie                               | Cyprus                                        | 0–0                                           | Zwitserland                                   |
| 41                                            | 08.06.2013                                    | Lancy                                         | WK-kwalificatie                               | Zwitserland                                   | 1–0                                           | Cyprus                                        |
| Als speler bij Hamburger SV                   |                                               |                                               |                                               |                                               |                                               |                                               |
| 42                                            | 15.10.2013                                    | Bern                                          | WK-kwalificatie                               | Zwitserland                                   | 1–0                                           | Slovenië                                      |
| 43                                            | 05.03.2014                                    | Sankt Gallen                                  | Vriendschappelijk                             | Zwitserland                                   | 2–2                                           | Kroatië                                       |
| 44                                            | 30.05.2014                                    | Luzern                                        | Vriendschappelijk                             | Zwitserland                                   | 1–0                                           | Jamaica                                       |
| 45                                            | 15.06.2014                                    | Brasília                                      | WK-eindronde                                  | Ecuador                                       | 1–2                                           | Zwitserland                                   |
| 46                                            | 20.06.2014                                    | Nazaré                                        | WK-eindronde                                  | Frankrijk                                     | 5–2                                           | Zwitserland                                   |
| 47                                            | 25.06.2014                                    | Manaus                                        | WK-eindronde                                  | Honduras                                      | 0–3                                           | Zwitserland                                   |
| 48                                            | 01.07.2014                                    | São Paulo                                     | WK-eindronde                                  | Argentinië                                    | 1–0                                           | Zwitserland                                   |
| 49                                            | 08.09.2014                                    | Basel                                         | EK-kwalificatie                               | Zwitserland                                   | 0–2                                           | Engeland                                      |
| 50                                            | 09.10.2014                                    | Maribor                                       | EK-kwalificatie                               | Slovenië                                      | 1–0                                           | Zwitserland                                   |
| 51                                            | 14.10.2014                                    | Serravalle                                    | EK-kwalificatie                               | San Marino                                    | 0–4                                           | Zwitserland                                   |
| 52                                            | 15.11.2014                                    | Sankt Gallen                                  | EK-kwalificatie                               | Zwitserland                                   | 4–0                                           | Litouwen                                      |
| 53                                            | 27.03.2015                                    | Luzern                                        | EK-kwalificatie                               | Zwitserland                                   | 3–0                                           | Estland                                       |
| 54                                            | 10.06.2015                                    | Thun                                          | Vriendschappelijk                             | Zwitserland                                   | 3–0                                           | Liechtenstein                                 |
| 55                                            | 14.06.2015                                    | Vilnius                                       | EK-kwalificatie                               | Litouwen                                      | 1–2                                           | Zwitserland                                   |
| 56                                            | 09.10.2015                                    | Sankt Gallen                                  | EK-kwalificatie                               | Zwitserland                                   | 7–0                                           | San Marino                                    |
| 57                                            | 12.10.2015                                    | Tallinn                                       | EK-kwalificatie                               | Estland                                       | 0–1                                           | Zwitserland                                   |
| 58                                            | 13.11.2015                                    | Trnava                                        | Vriendschappelijk                             | Slowakije                                     | 3–2                                           | Zwitserland                                   |
| 59                                            | 17.11.2015                                    | Wenen                                         | Vriendschappelijk                             | Oostenrijk                                    | 1–2                                           | Zwitserland                                   |
| 60                                            | 28.05.2016                                    | Lancy                                         | Vriendschappelijk                             | Zwitserland                                   | 1–2                                           | België                                        |
| 61                                            | 11.06.2016                                    | Lens                                          | EK-eindronde                                  | Albanië                                       | 0–1                                           | Zwitserland                                   |
| 62                                            | 15.06.2016                                    | Parijs                                        | EK-eindronde                                  | Roemenië                                      | 1–1                                           | Zwitserland                                   |
| 63                                            | 19.06.2016                                    | Villeneuve d'Ascq                             | EK-eindronde                                  | Zwitserland                                   | 0–0                                           | Frankrijk                                     |
| 64                                            | 25.06.2016                                    | Saint-Étienne                                 | EK-eindronde                                  | Zwitserland                                   | 1–1                                           | Polen                                         |
| 65                                            | 06.09.2016                                    | Bazel                                         | WK-kwalificatie                               | Zwitserland                                   | 2–0                                           | Portugal                                      |